# Бондаренкове (село)
Бондаре́нкове (до 1948 — Булганак, крим. Bulğanaq) — село Керченського району Автономної Республіки Крим.
Входить до Войковської сільської ради.
Відстань від райцентру до населеного пункта становить 5 кілометрів по прямій.